# Ярослав Вуйцік
Ярослав Вуйцик (*1968, Слупськ) — тенор, контратенор, диригент; випускник вокально-акторського відділу Музичної академії ім. С. Монюшка в Ґданську. З Українським чоловічим хором «Журавлі» пов'язаний з 1983 року, до 1997 року як хорист, а з 2003 до сьогодні — як музичний керівник і диригент. Співпрацював також х Камерним хором «Ірмос» (1989–1991), ансамблем давньої музики «Rosetum Musicum» (1994–1996) та камерним чоловічим хором «Синтагма» (1997–2006). Засновник і регент Хору св. Варфоломія при Греко-Католицькому конкафедральному соборі Покрови Пресвятої Богородиці та св. Варфоломія в Ґданську (2000–2005) та Митрополичого хору при Греко-Католицькому Митрополичому соборі св. Іоана Хрестителя у Перемишлі.